# Бушуев, Александр Валерьевич
Алекса́ндр Вале́рьевич Бушу́ев (род. 11 марта 1965 года) — российский художник, общественный деятель, меценат, участник творческой группы «Митьки», член Общественной палаты Псковской области.

## Семья
Александр Бушуев (Буш) родился в Ленинграде в семье молодых педагогов. Мама Галина Сергеевна (в девичестве Коробова) закончила ленинградский Институт культуры им. Крупской. Папа Валерий Васильевич Бушуев — выпускник Института физкультуры им. Лесгафта. Мама из семьи военного. Дед Александра, Сергей Александрович Коробов, был начальником штаба в Псковской Воздушно-десантной дивизии при В. В. Маргелове. Валерий Васильевич родом из Свердловска. По отцовской линии все родственники с Урала, где существует трудовая династия Бушуевых.
После распределения из институтов в 1966 году родители отправились в закрытый город Балтийск Калининградской области. Оттуда в 1968-м перебрались на Урал, в посёлок Верх-Нейвинский Свердловской области. В 1969-м переехали в подмосковный Звенигород. В 1971 году семья окончательно обосновалась во Пскове. В 1975 году родилась сестра Александра Ольга Валерьевна Бушуева (в настоящее время работает в МВД).
… прекрасно рисовавший дед работал в музее. В музее же работала и мама, у нее сын бывал часто и подолгу, общался с Леонидом Твороговым, основателем древлехранилища Псковского музея-заповедника, кормил мышей, прирученных Леонидом Алексеевичем. Но это все будет позже. А несколькими годами ранее семья Бушуевых жила в Звенигороде, именно там снимался Андреем Тарковским фильм «Солярис». Актера Донатаса Баниониса разместили у Бушуевых, а режиссер жил через дорогу. Хаживал к ним в гости, и немало вечеров провели Сашины родители в интереснейшей компании. Бушуев-младший сидел при этом на коленях у Тарковского.
Детство Саша провел во Пскове, окончил школу № 8. В 1980 поступил в Ленинградское речное училище, выпустился по специальности «Гидротехника». В 1984—1992 годах служил на флоте. Был инженером, командиром земснаряда, капитаном.
— В детстве я был жуткий книжник. Зачитывался книгами о морском братстве, пиратах, баталиях. Перечитал все, что можно и что нельзя. Мечтал посмотреть мир, увидеть дальние страны, острова, чужое море и чужое небо. Мечтал стать моряком.
Как результат — поступил в Ленинградское речное училище, окончил его и отправился покорять Волгу. Посмотреть мир удалось значительно позже, в годы перестройки, когда обычному советскому рабочему порта пришлось с головой окунуться в бурные воды свободного бизнеса.

— Когда началась новая жизнь, мне стало жутко интересно. Я понял, что вот он — шанс, когда человеку можно заработать и как-то устроить свою жизнь другим способом. Мне это было интересно, и я кидался во все тяжкие — но исключительно в сферы легального плана. Я продавал автозапчасти и технические газы, мотоциклы и автомобили. Кстати, увлечение мотоциклизмом — из того времени. Я стремительно менял профессии, мои фирмы разорялись, и их разоряли. Приходилось начинать все с нуля…
У Александра Бушуева двое детей — Алина Александровна Титова (1986) и Сергей Александрович Бушуев (1987). Оба закончили Псковский государственный университет. У Алины диплом кафедры психологии (2012), у Сергея диплом факультета управления и менеджмента государственных учреждений (2015).
В ноябре 2017 года родился внук Григорий.

## Творчество

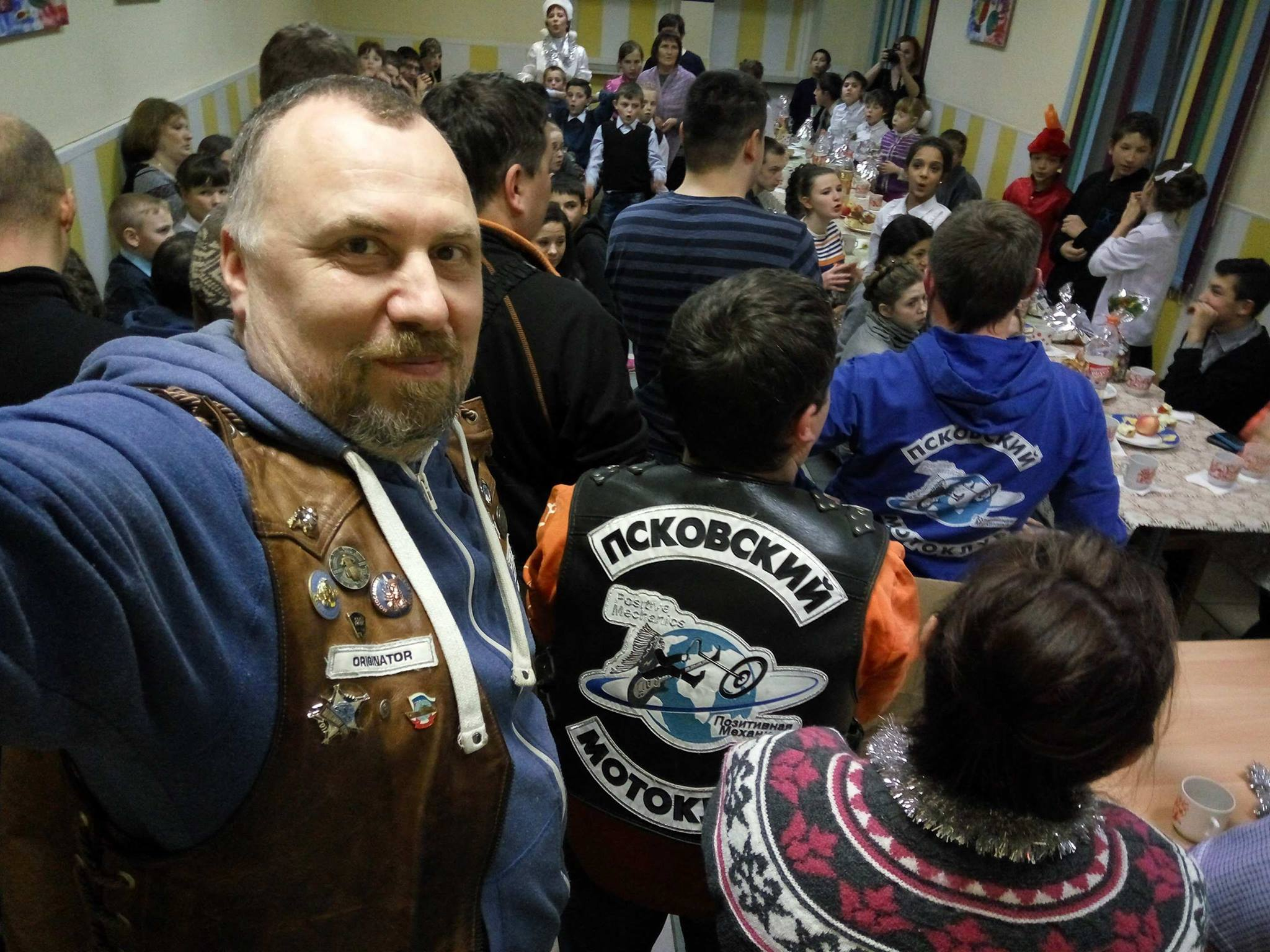
Визит Псковского мотоклуба «Позитивная механика» в Опочецкую коррекционную школу-интернат 24 декабря 2016 года. На переднем плане — Александр Бушуев. На среднем плане — тот самый вышитый на байкерской куртке «индеец на гитароцикле».

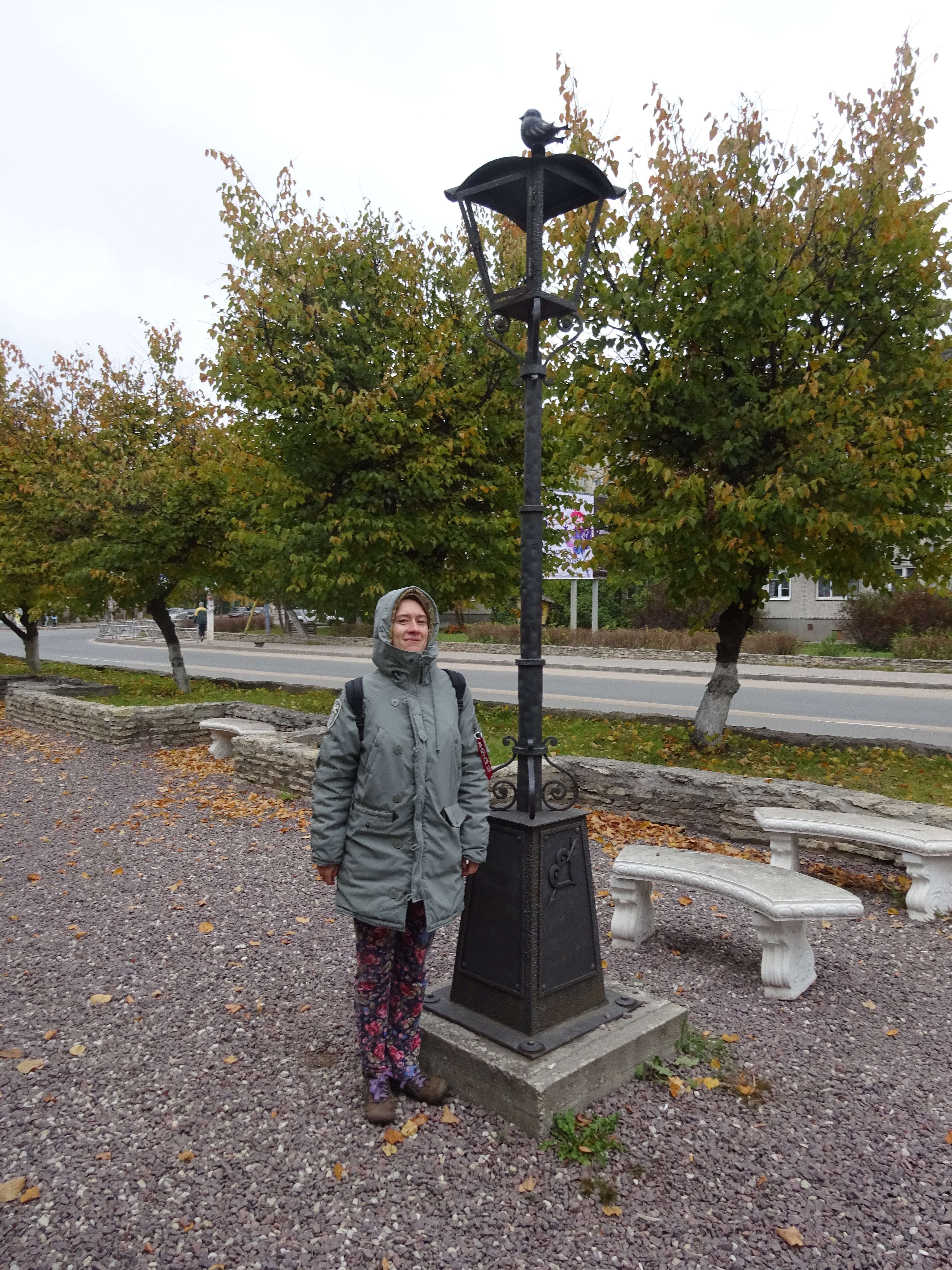
«Памятник фонарю». Подарок Александра Бушуева городу Печоры, 2016.

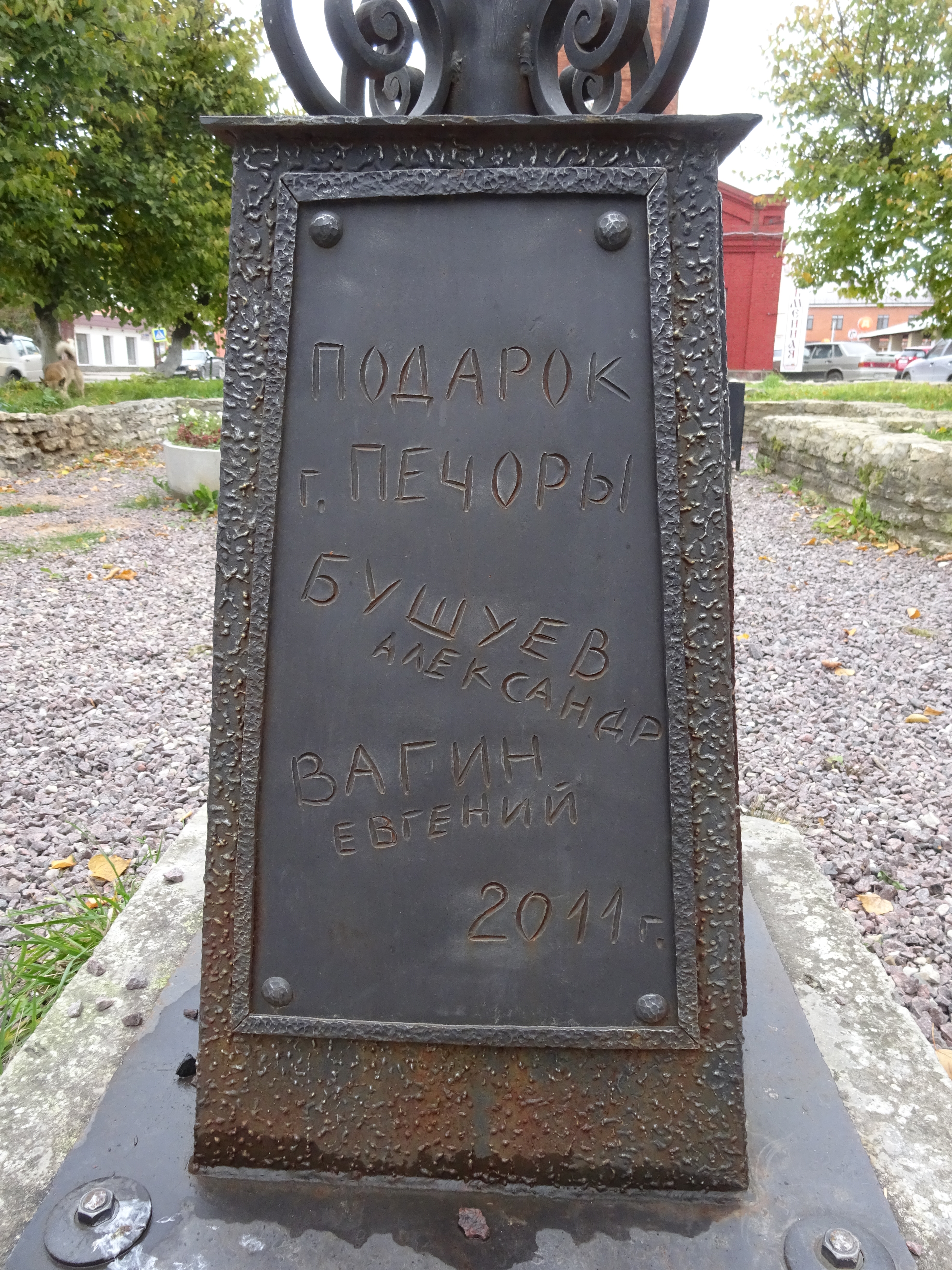
«Памятник фонарю» (фрагмент), 2016.

Рисовать Бушуев начал в 33 года, на больничной койке. В 1998 году он сломал ногу — неудачно «припарковал» на неё любимый мотоцикл весом в треть тонны. В травмпункте наложили гипс и отправили на полтора месяца в больницу.
— Я вынужден был лежать всё время, нога на вытяжке. И мой хороший друг и наставник, я называю его учителем, Анатолий Николаевич Елизаров подарил мне тогда этюдник и первый набор красок со словами: «Саша, тебе все равно делать нечего, попробуй порисуй». Дальше всё как в тумане. Сперва рисовал, чтобы чем-то занять руки, а потом появилось ощущение счастья.
Первая персональная выставка прошла в январе 1999 года в США, в городке Олимпия, штат Вашингтон. Организовала её Сьюзан Эмли (Susan Emley) американка, случайно увидевшая работы начинающего художника во время своей педагогической практики в Пскове. Александр до сих пор дружит со Сьюзан, оказавшей принципиальное влияние на становление его живописной карьеры.

#### «Митьки» и не только
В 2000 году, уже в ходе второй своей выставке в США, в «Нью-Йорке, Бушуев познакомился с питерскими митьками», двоих из которых, Дмитрия Шагина и Андрея Филиппова, называет, наряду с Анатолием Елизаровым, своими учителями. В этом же году Александр присоединился к творческому объединению «Митьки», переняв у коллег не столько технику и художественные приемы, сколько философию. Так он научился «митьковать» — работать в ярком «митьковском» ключе, для чего нужно надеть тельняшку (можно виртуально) и настроится на радостный и немного хулиганский лад. С 2000 года Бушуев участвует практически во всех выставках «митьков» в России и за рубежом, активно выставляется персонально.
— Он (Дмитрий Шагин) так серьезно мне сказал в самом начале наших творческих отношений: «Саша, ты береги себя от всех этих художественных курсов и от школ. У тебя хорошее зерно, которое ты должен нести и развивать. Ни в коем случае не учись. Потому что мы все „митьки“, в большинстве своём люди образованные, учёные, и нам это сильно мешает».
- У меня есть ещё один учитель — Таисия Александровна Швецова. Она светлый человек, прекрасная женщина, рисовать начала в позднем возрасте. И именно она научила меня отношению к живописи. Всё просто: если ты в плохом настроении садишься за рисование, у тебя может ничего не получиться. Даже в тот день, когда я думаю плохо, я знаю, что лучше не брать кисти в руки. И когда я взял за основу эту простую и светлую формулу, у меня реально случился новый виток живописи. Могу сказать, что с того момента я начал рисовать осмысленно.

#### Акриловый рок-н-ролл
Излюбленная тема художника — городской пейзаж (или, возможно, музыка городов). Его работы, наполненные любовью и большой теплотой, суть впечатления от дорог, архитектуры, монастырей, рек и мостов, машин и трамваев. Схваченный образ сохраняет быстроту взгляда и сопутствовавшей ему эмоции. И словно бы начинает звучать: любая краска — нота, любой мазок — аккорд, аккорды-мазки складываются в мелодии, зачастую ироничные и шутливые. Музыка, но в акриле и на холсте. Бушуев любит проводить аналогии между музыкой и изобразительным искусством: «Рок-н-ролл держится на трёх аккордах, а у меня — три-четыре краски, не больше. Тот же рок-н-ролл… Кроме того, для рок-н-ролла характерны шутки, ирония… У меня то же самое».
Бушуев — художник разноплановый. Он обожает менять стилистику, манеру письма, сюжеты, формат (от миниатюры до монументального полотна) — словом, все абсолютно. Топтаться на месте, эксплуатировать единожды найденный прием — не его фишка. Его фишка — удивляться, восторгаться и этим удивлением вперемешку с восторгом делиться со зрителем. Не подумайте, что найти собственный живописный язык (не хочу пока что обзывать это стилем) нашему автору было очень легко. Он в живописи уже более двадцати лет. Художник-самоучка, перепробовавший не одну технику. Начинал с темперы: растирал краски на яичном желтке, как положено, позже попробовал писать маслом — затянуло. А сейчас предпочитает акрил. Его этот материал устраивает, хотя сам признаётся, что, «рисуя акрилом, словно взводишь пружину, а когда пишешь после этого маслом — выстреливаешь, и эффект даже превосходит твои ожидания».
Стихийные, естественные и лёгкие — ключевые определения к работам Бушуева. Художник стремится отразить мир в простой и открытой форме, поэтому его работы выставляют в европейских галереях и центрах современного искусства.
Работы Александра находятся в Псковском государственном объединённом историко-архитектурном и художественном музее-заповеднике, Рижском Музее наивного искусства на острове Андрейсала (Латвия), Государственном мемориальном историко-литературном и природно-ландшафтном музее-заповедник А. С. Пушкина «Михайловское», Государственном Санкт-Петербургском музее «Царскосельская коллекция», Музее Кондаса (г. Вияльянди, Эстония), Музее творческого объединения «Митьки» в Санкт-Петербурге, галерее «Дар» во Пскове, музее современного искусства POP UP Museum в Москве. Множество их висит в хороших стенах десятков российских и европейских частных собраний. Среди почитателей таланта художника — известные российские политики, бизнесмены и музыканты.

## Общественная и благотворительная деятельность
Александр Бушуев живёт и работает во Пскове, где ведёт активную общественно-просветительскую и благотворительную деятельность.

#### «Позитивная механика»: индеец на гитароцикле
Саша Бушуев, а для подавляющего большинства псковских байкеров, просто Буш — основатель псковского мотоклуба «Позитивная механика» (год основания — 1999). С 2007 года организатор псковских «Мотосаммитов». Является наиболее влиятельным и авторитетным псковским байкером и одним из ключевых деятелей всего Северо-западного мотосообщества.
На днях в «Дар» (одна из лучших псковских художественных галерей, где проходила выставка Буша «Иван-чай») пришел человек, знавший Сашу много лет только по мотоклубу.
— Он же байкер. Наш «индеец на гитароцикле» (эмблема клуба «Позитивная механика», придуманная Бушуевым). Ни разу не проговорился, что пишет картины. Во дает!

#### Поддержка воспитанников интернатов и детских домов
«Наша цель дать детям почувствовать, что у них есть друзья, на которых они могут положиться»— говорит Александр Бушуев. Уже более 10 лет мотоциклисты «Позитивной механики» общаются с воспитанниками Опочецкой коррекционной школы-интерната как минимум дважды в году — летом и под Новый год и Рождество. В программе мероприятий, как правило — конкурсы, катание ребят на мотоциклах, пикники, экскурсии, спектакли, концерты местных и приглашенных исполнителей. Победителям конкурсов вручаются призы и подарки. Важно отметить, что подобные мероприятия — это инициатива исключительно самих псковских мотоциклистов и проводится ими на свои собственные средства.
— Когда мы впервые съездили к опочецким детишкам, нас поразило отношение детей к нам. Мы поняли, что дети реально в нас нуждаются. Почувствовали, что были недостающим звеном в их жизни. После того, как мы стали регулярно приезжать, устраивать праздники с шашлыками и фейерверками, катать их на мотоциклах, мы увидели, как повысилась самооценка у детей, как они выросли в глазах местных мальчишек. Нас это очень радует и воодушевляет. Они видят в нас старших друзей, товарищей, они обращаются к нам с самыми заветными вопросами. Мало того, каждую поездку я стараюсь прочитать им нравоучительную лекцию — о вреде сигарет, алкоголя, наркотиков. И действительно, они слушают меня, смотрят во все глаза. А педагоги говорят, что дети к нам прислушиваются.

#### Tворческий клуб «Феникс»
Весной 2012 года Александр Бушуев основал с группой единомышленников творческий клуб «Феникс», идейным лидером и президентом которого является и в настоящее время. Клуб ориентирован на творческое развитие подростков и молодежи. «Феникс» располагает студиями для занятий музыкой, живописью, танцами, регулярно проводит встречи с интересными людьми и различные мастер-классы.
— Я стараюсь по силам оказывать помощь тем, кто в ней нуждается. В моем детстве, например, были всевозможные кружки, факультативы, секции. Я ходил во все подряд, и вместе со мной ходил весь мой класс и моя школа. Сейчас бесплатных кружков мало либо вовсе нет. Поэтому я решил внести хотя бы маленькую лепту и вместе с группой товарищей организовал бесплатный клуб в Печорах. Местные подростки получили возможность играть на музыкальных инструментах, у нас образовалось три коллектива. Они довольно неплохо выступают.

#### Памятник фонарю в Печорах
Александр Бушуев — автор идеи и даритель (официальное именование) первого и пока единственного в мире «Памятника фонарю», установленного 10 декабря 2011 года в городе Печоры Псковской области. Памятный знак расположен в городском сквере перед торговыми рядами, неподалеку от Псково-Печерского монастыря.
Нарисовал фонарь Андрей Селютин, а выковали псковские кузнецы Владимир Беженар и Александр Вишневский — при поддержке руководителя историко-этнографического центра «Псковский кузнечный двор» Псковского музея-заповедника, известного кузнеца Евгения Вагина.
— У нас сегодня настоящий праздник, — сказала на открытии памятника глава городского поселения Печоры Алла Павлова. — Все мы любим праздники, потому что жизнь без них была бы скучна. Как известно, на праздник дарят подарки. Вот и нашему городу люди творческие, люди, любящие Печоры, решили преподнести подарок. Да какой подарок! Ведь памятников разных очень много, а памятник уличному фонарю — единственный в мире. И установлен он в нашем городе.
— Идея памятника возникла давно, — рассказал Александр Бушуев. — Вопрос о месте его установки даже не стоял. Печоры — особенный и дорогой сердцу город. Сам памятник получился даже больше, чем задумывалось изначально. За это спасибо ребятам из Псковского кузнечного двора, которые его совершенно бесплатно создали. А вообще, этот памятник возвращает нас в те времена, когда мы были маленькие, деревья большие, люди добрые, а зарплаты у всех одинаковые.
Памятник возвышается на 330 см и стилизован под старину. Свеча — напоминание о самых первых уличных фонарях. Сверху на фонаре уютно уселись две кованые птички, воробьиная парочка — символ влюбленных. Есть и сердце, пронзенное стрелой, — на основании скульптуры, которое может «потереть на счастье» любой желающий. Особенно, молодожены.

#### Храм-часовня в Митковицах (Печорский район)

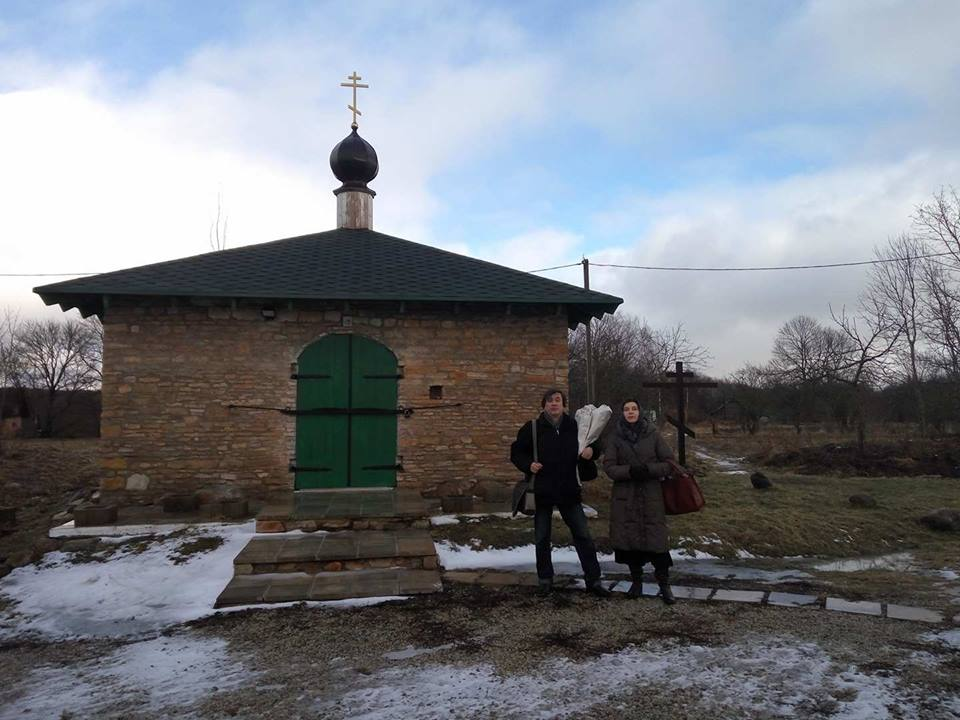
Храм-часовня в деревне Митковицы Печорского района Псковской области, восстановленный в 2014 году радениями жителей.

В июле 2011 года в деревне Митковицы Печорского района Псковской области, на холме, где до войны располагалась часовня, на средства Александра Бушуева был заложен поклонный крест. На основе фотографий, найденных в деревенском архиве, Бушуев сделал проект часовни. Проект был утвержден во Псковской Епархии и Управлении по градостроительной деятельности Администрации города Пскова.
«Строительство храма было осуществлено силами местных жителей», — рассказал Александр Бушуев. Он добавил, что восстановление церкви велось почти два года: в апреле 2013 года был заложен первый камень в фундамент."Надо отдать должное местным жителям, которые своими силами восстановили святыню. Еще недавно посреди деревни был только холм, даже руин никаких не было. Но сначала люди поставили закладной крест, потом стали привозить со всех возможных мест бутовый камень, начались работы и вот теперь уже состоится непосредственное открытие храма", — отметил Александр.
Сначала жители деревни Митковицы планировали восстановить часовню, но митрополит Псковский и Великолукский Евсевий, давая благословение, настоял на том, что это должен быть храм-часовня, чтобы здесь велась служба и был алтарь с иконостасом.
Вместе с жителями Митковиц Бушуев принимал активное участие в строительстве. Открытие церкви и её освящение состоялось 2 августа 2014 года.

## Коллективные и персональные выставки
1999 — Олимпия, штат Вашингтон, США;
2000 — Нью-Йорк, США;
2002 — Билефельд, Германия;
2007 — «Этикетки». Москва — Санкт-Петербург;
2008 — «Митьки в Пскове»;
2009 — «Митьки — „Пушкинскому Заповеднику“, Пушкинские горы;
2009 — „Митьки в Новгороде“. Новгород Великий;
2010-12 — „Остановки по требованию“, по всей стране;
2011 — „Митьки в космосе“, Музей Космонавтики, Москва;
2011 — „Митьки“ в Екатеринбурге;
2010 — „Юбилейная выставка в Манеже“, Санкт-Петербург;
2013 — „Плакаты“, Москва, Санкт-Петербург;
2013 — „Митьки и Русская Государственность“, по все стране;
2013 — Выставка ко Дню города. Журнал Seasons, Москва;
2015 — „Афоризмы. Козьма Прутков“, Галерея „Веллум“, Москва;
2015 — „Мой рок-н-ролл“, Псков;
2016 — „Козьма Прутков и Митьки. Апофегмы“, ГЛМ, Москва;
2016 — „Галерея Виноградовых“, Берлин, Германия;
2016 — „Митьки в Берлине“, „Русский дом“, Берлин, Германия;
2016 — Хейнявеси, Финляндия;
2016 — „Мои берега“, Культурный центр „На Патриарших“, Москва;
2017 — „Арефьевцы и Митьки. Семья Шагиных в неофициальном искусстве“, галерея „Веллум“, ARTPLAY, Москва;
2017 — „Иван-чай“, галерея „Дар“, Псков;
2017 — Выставочный проект POP UP MUSEUM, дизайнерский бизнес-центр „NEO GEO“, Москва.
2018 — Время „О“. Персональная выставка к 20-летию творческой деятельности. Красный атриум дизайнерского бизнес-центра NEO GEO, Москва.
2018 — Персональная выставка. Дюссельдорф. Акерштрассе, 204, галерея „La Terra“.
2018 — „Митьки и Кино“ Санкт-Петербург, улица Марата 36/38. Музей творческого объединения „Митьки“.
2018 — „Митьки в Риге“. Галерея „ИнтРига“, Рига, Латвия.
2018 — „Бархатный сезон“. Персональная выставка в галерее „Кот в Мешке“, Вагнера, 14». Рига, Латвия.
2018 — Творческая встреча и выставка. Русский Дом. Лимасол, Кипр.
2018 — Рождественская выставка у «Митьков». Санкт-Петербург, улица Марата 36/38. Музей творческого объединения «Митьки».
2019 — Персональная выставка в Вильянди, Эстония. Национальный музей Кондаса, улица Пикк, дом 8.
2020 — Выставка «Своя игра». Галерея «ЦЕХ», Псков, улица Пушкина, дом 13.
2021 — Галерея «ЦЕХ», Псков. Совместная выставка с В. Сиренко.
2022 — Выставка-экспозиция в ГК «Изборск». Псковская область, Печорский район, дер. Изборск, ул. Печорская, дом 13.
2023 — «Рок-н-ролл жив». Санкт-Петербург, улица Марата 36/38. Музей творческого объединения «Митьки».

## Видео
- Мир Александра Бушуева / Картины, «Митьки», Harley, музыка и «сумасшедший дом» // Эхо Псковы // ГражданинЪ TV. 18 февраля 2024.